# Warm Springs (Montana)

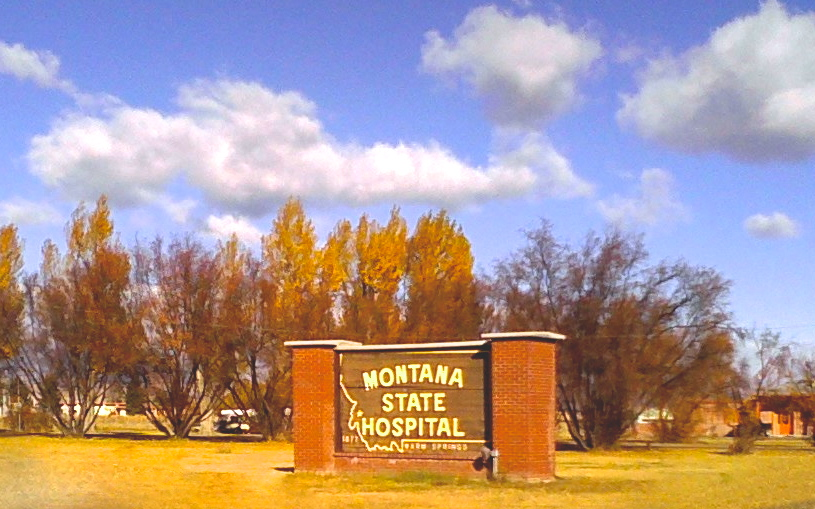
Entrata a Warm Springs

Warm Springs è una comunità non incorporata nella Contea di Deer Lodge, in Montana, Stati Uniti, gestita dallo Stato del Montana. È il luogo in cui ha sede il Montana State Hospital, l'unico ospedale psichiatrico per pazienti a lungo termine gestito dallo Stato del Montana. L'ospedale fu fondato dal Governo Territoriale del Montana nel 1877. Le "sorgenti calde" ("warm springs" in inglese) sono situate nel campus dell'ospedale. L'acqua calda filtra da un cono di calcare alto circa 40 piedi. I Nativi Americani lo chiamarono "Rifugio del Cervo Daino" (in inglese "Lodge of the Whitetailed Deer") da cui prende il nome la Deer Lodge Valley. Non ci sono servizi, fatta eccezione per un bar e un convenience store sulla strada parallela e un ufficio postale (zip code 59756) nel campus dell'ospedale. La pesca delle trote può essere praticata nel fiume Clark Fork poco a Est di Warm Springs e negli stagni dell'area faunistica di Warm Springs.